# San Casciano in Val di Pesa
San Casciano in Val di Pesa ([sankaʃˈʃano in valdiˈpesa/) est une commune italienne de la ville métropolitaine de Florence en Toscane, comptant 17 129 habitants en 2018. C’est la commune la plus septentrionale de la région du Chianti, connue aussi pour ses vins ; le territoire de San Casciano est plus précisément part de la zone du Chianti Classico. Dans la commune, on rencontre en fait de vastes vignobles et plusieurs caves, soit de petits producteurs soit de grandes marques. La culture de l’olivier est aussi très répandue.  C'est le bourg où Machiavel, en exil, écrivit Le Prince.

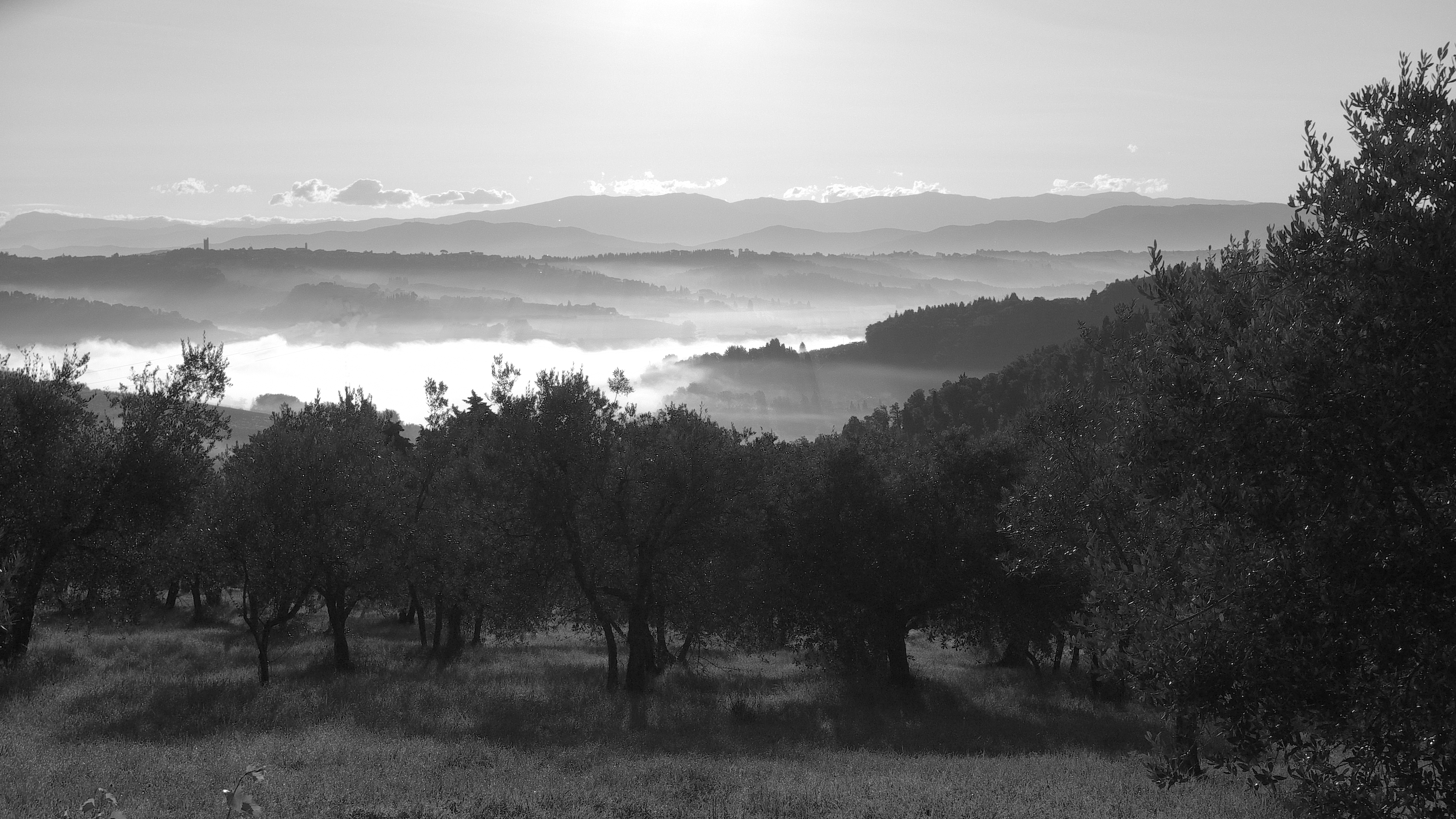
San Casciano et la basse vallée de Pesa, vue de San Quirico.

## Géographie
Le territoire de la commune, de 107,98 km2, s’étend sur les collines qui divisent les vallées du Pesa er de la Greve. Son altitude varie entre 72 m dans la plaine de Cerbaia et 510 m à Valigondoli ; le chef-lieu est situé à 316 m. Les communes limitrophes sont Montespertoli, Scandicci, Impruneta, Greve in Chianti et Barberino Val d'Elsa - Tavarnelle Val di Pesa.

## Histoire
Le territoire de San Casciano est habité au moins depuis l'époque étrusque comme en témoignent les découvertes archéologiques de Montefiridolfi (Tomba dell'Arciere) et de Valigondoli (fouilles de Poggio La Croce). À l'époque romaine, c'était une station postale (mansio) au dixième mile de la ville de Florentia.  En effet, on rencontre le toponyme Decimo, qui nous rappelle un jalon (decimum lapidem) d’une  Voie romaine, dans le nom de la Piève di Santa Cecilia a Decimo, à côté du village, déjà mentionné en 1043.
Les fouilles archéologiques et l’analyse de la toponymie témoignent de l'antiquité de la colonie, qui devait être importante si on considère les quatre pièves et les nombreuses églises qui en dépendaient.
Cette humanisation dense, qui distingue aujourd'hui le paysage de la campagne autour de San Casciano, était certainement déjà en place au Moyen Âge. De nombreux châteaux y sont documentés comme étant possédés par l'évêque de Florence ou par des familles puissantes, telles que les Gherardini, Buondelmonti et Cavalcanti ; ils sont aujourd'hui transformés en fermes-villas (Bibbione, Castelvecchio, Fabbrica, Lilliano, Montefiridolfi, Montepaldi, Pergolato et autres) ou déclassés en habitations rurales (Argiano, Castelbonsi, Montauto, Monteclavi, Montecampolesi, Montefolchi).

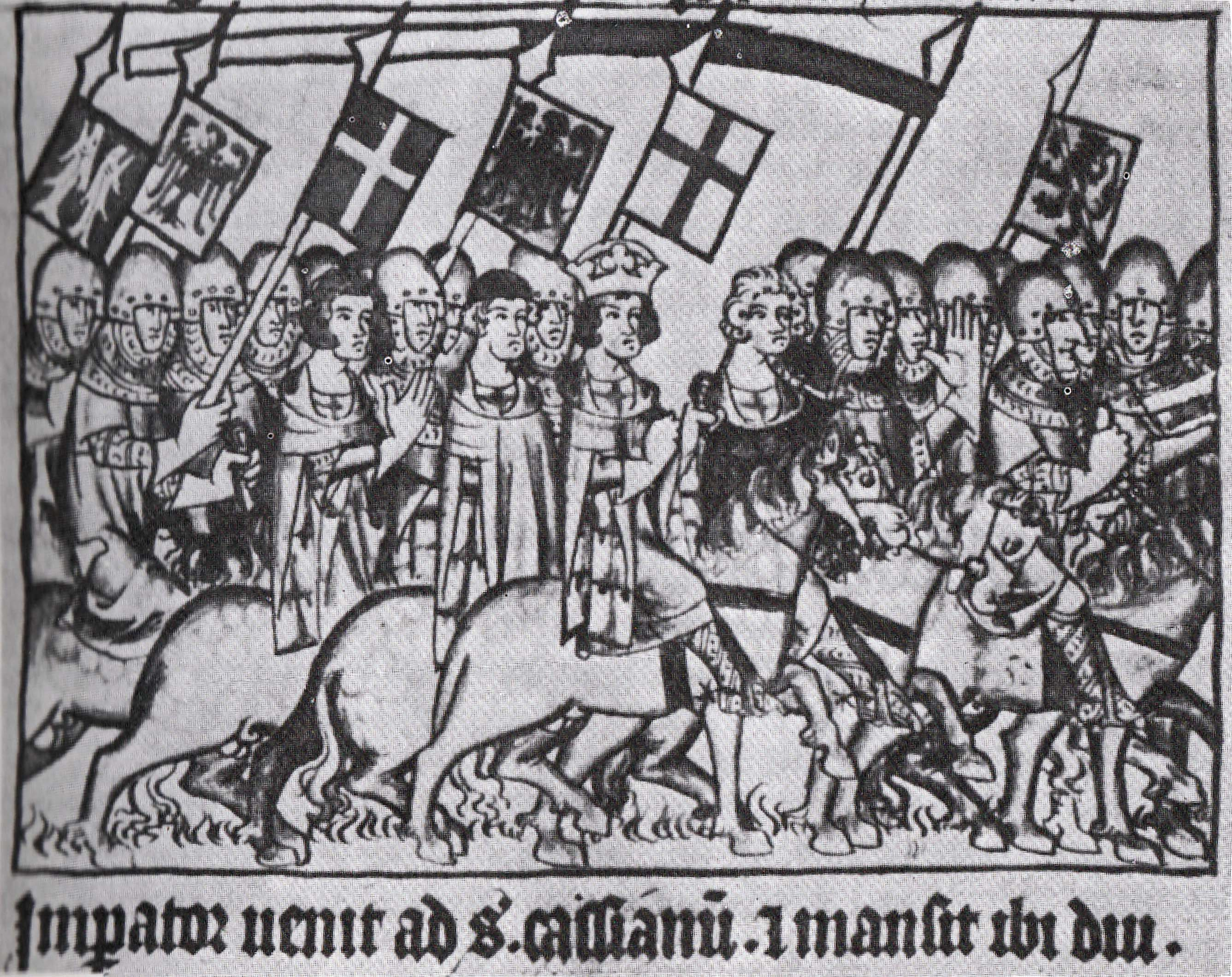
Entrée d'Arrigo VII à San Casciano.

San Casciano était d'abord un fief des évêques florentins, qui en 1241 lui ont accordé les premiers statuts civils. En 1278, l'administration est passée à la république de Florence ;  San Casciano est ensuite devenue la capitale d'une Ligue et puis d'une « Podesteria » qui comprenait la Ligue de Campoli, pour un total de plus de quarante populi ou villages.
Un témoignage de l'importance atteinte par San Casciano est la mention, dans le statut de la municipalité de Florence de 1325, d'une des routes principales qui quittent la ville:  on parle de la « strada per quam itur ad Sanctum Cassianum », menant « contra civitatem Senarum et contra romanam Curiam ». La forme urbaine de San Casciano confirme sa liaison avec la viabilité : la ville se développe autour du croisement de la route mentionnée avec celle qui traverse les collines à droite de la Pesa, en reliant le Chianti à Montelupo, sur l'Arno. L’affirmation du métayage, qui a favorisé la croissance de l’agriculture, a également été décisive pour son développement, en accentuant une colonisation dispersée et la formation de marchés et centres d'échange aux alentours, tels que  Mercatale et le même château de San Casciano a Decimo.
La ville était pourtant dépourvue de fortifications efficaces et en fait, dans la première moitié du XIVe siècle, elle était à la merci des armées et des condottieres. Elle a été occupée d'abord par l’empereur Henri VII de novembre 1312 au 13 janvier 1313 puis par Castruccio Castracani qui en février 1326 a saccagé et mis à feu le village, finalement en juillet 1343 par Fra Moriale. La République florentine a enfin décidé en 1354 de fortifier le village. La construction des remparts avec une forme polygonale est achevée en 1355 ; l’année suivante on a ajouté une  place forte (Palazzo del Cassero) qui existe encore. Plusieurs sections des remparts sont aussi encore bien conservées.

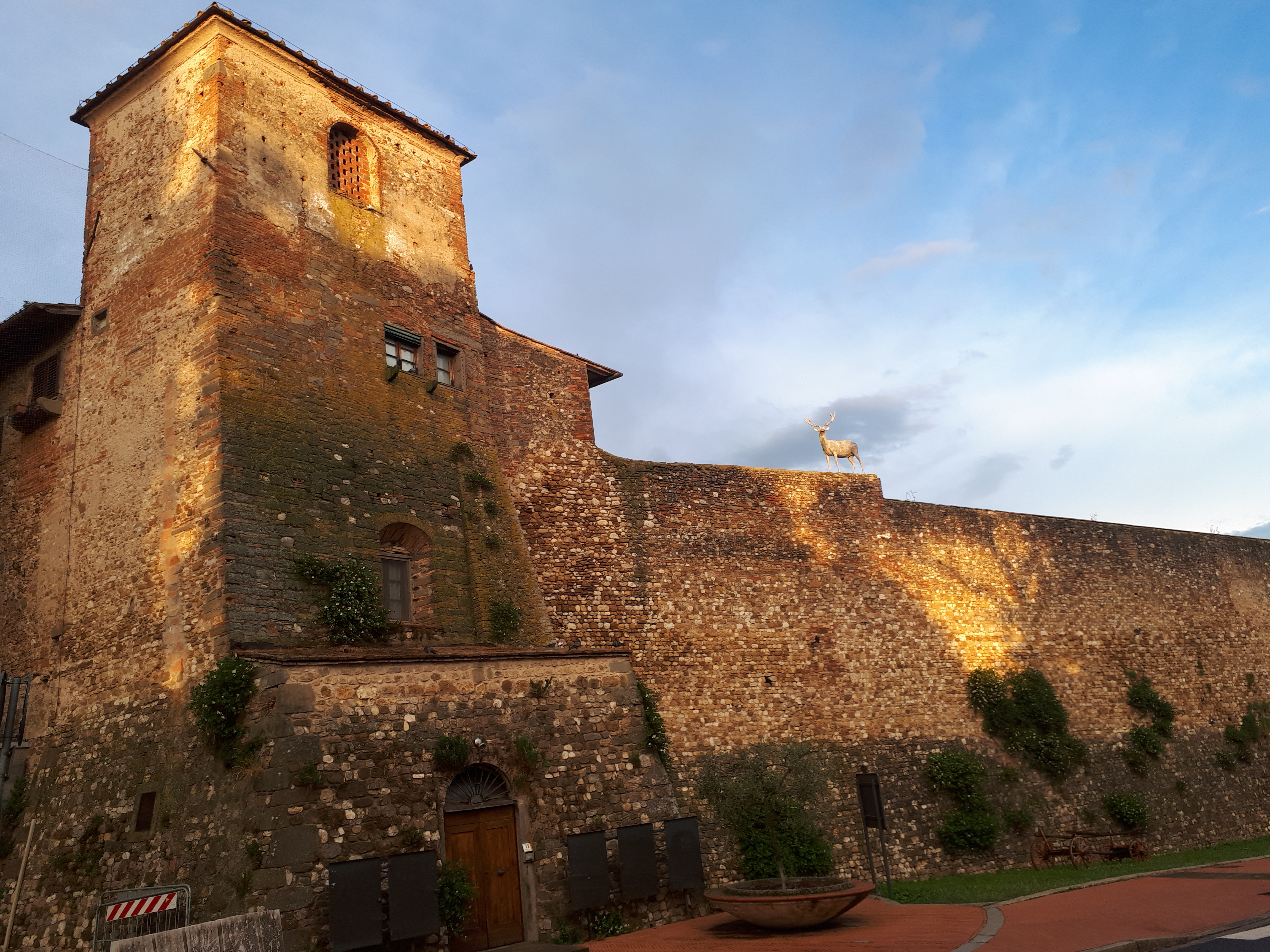
Les remparts.

En 1420, le pape Martin V, dans son voyage de Constance à Rome, séjourna à San Casciano dans une propriété appelée La Torre ;  en remerciement il établit une indulgence spéciale, appelée Perdoncino (« petit pardon ») à célébrer chaque 15 septembre. En 1494, Charles VIII, roi de France, campait près du village sans y entrer. Avant de partir, cependant, il a fait un don substantiel au couvent franciscain local.
Un évènement important pour l’histoire de San Casciano est lié à Nicolas Machiavel qui y était exilé pour un an en 1512, après le retour des Médicis à Florence. Il habitait sa villa l'Albergaccio à Sant'Andrea in Percussina, à trois kilomètres du village ; ici il a écrit certaines de ses œuvres les plus connues comme Le Prince et La Mandragore.
Avec la naissance du grand-duché de Toscane en 1569, la fonction militaire de San Casciano a cessé et son histoire a suivi l’histoire régionale jusqu’à l’incorporation de la Toscane dans le royaume d'Italie en 1860. 
En 1891, San Casciano était reliée à Florence par un tramway à vapeur aujourd'hui disparu. La ligne constituait une liaison ferroviaire entre Florence et le Chianti, qui avait été exclu à la fois du chemin de fer central toscan (Florence - Empoli - Sienne - Chiusi) et du chemin de fer Florence - Rome.
Les collines du Chianti ont été le théâtre, en 1944, de la dernière résistance allemande au sud de Florence. L’occupation par l’armée nazie était très dure pour la population, et plusieurs civils ont été fusillés à San Casciano et aux alentours, soit en représailles pour les actions de la Résistance soit pour des violations du couvre-feu par des paysans qui essayaient de se rendre à ses écuries ou à ses champs. Une partie de la population avait en effet été déplacée des fermes sur ordre des occupants.
Le 26 juillet 1944, à la veille de sa libération par les alliés, San Casciano a été dévastée par un bombardement allié qui, combiné aux mines posées par les Allemands en retraite, a réduit le pays presque en ruines. La reconstruction a été lente mais a récupéré une partie importante du centre historique.
Depuis les années 1980, San Casciano a profité d’un flux touristique croissant, lié à la popularité du Chianti en Italie et surtout à l’étranger.

## Culture

### Architecture religieuse

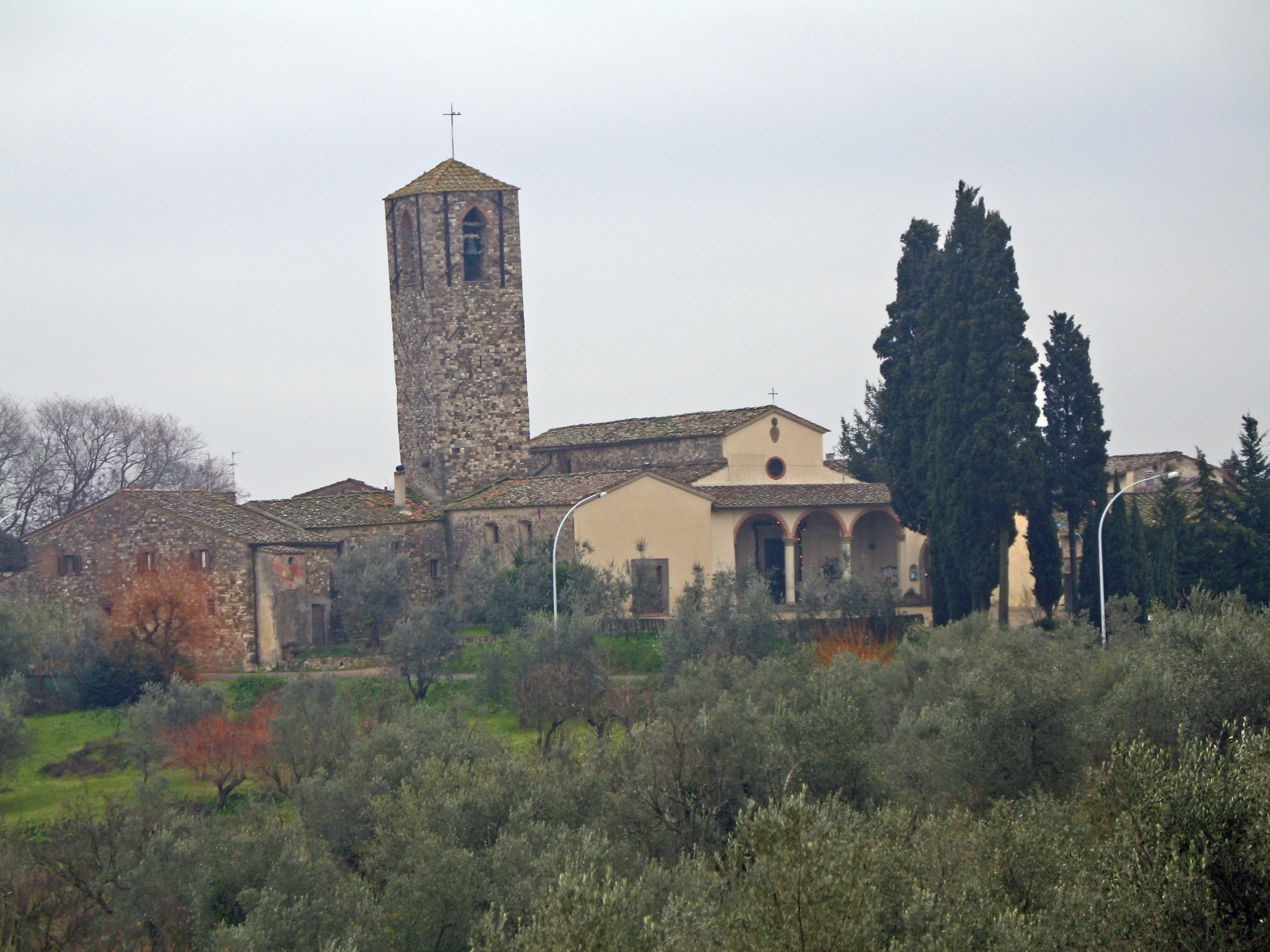
Pieve di Decimo.

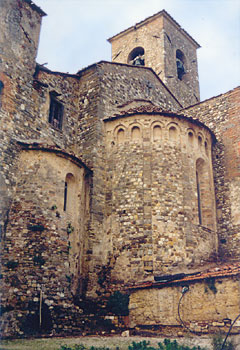
Pieve di San Pancrazio.

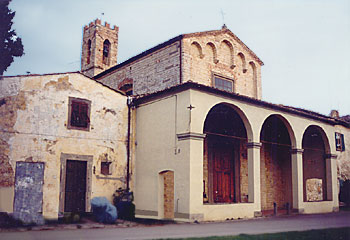
Pieve di Campoli.

- La Chiesa della Misericordia, qui remonte au début du 1300, possède des œuvres très importantes comme le Crucifix de Simone Martini et la chaire de Giovanni di Balduccio.
- L'église Santa Maria del Gesù o del Suffragio abrite le musée d'art sacré Giuliano Ghelli avec des œuvres de :
  - Lippo di Benivieni, Vergine col Bambino (1310) ;
  - Neri di Bicci, Incoronazione della Vergine (datée 1476 et 1481) ;
  - Coppo di Marcovaldo, San Michele Arcangelo e storie della sua leggenda (datée 1250 - 1260) ;
  - Ambrogio Lorenzetti, Madonna con Bambino (datée 1319) ;
  - Jacopo del Casentino, Madonna con Bambino ;
  - Maestro di San Lucchese, croix peinte ;
  - Cenni di Francesco, Madonna con Bambino (1390 - 1395) ;
  - Maître de Cabestany, chapiteau sculpté.
- L'église paroissiale Santa Cecilia a Decimo, située à environ 1 km du centre-ville et mieux connue sous son ancien nom de Piève, est probablement la plus ancienne de la région. Elle est citée en fait dans un document de Charlemagne datant de 774 AD[14]. En 1690, la Propositura de San Casciano a été détachée de la Pieve, qui en 1797 a été réduite à une église paroissiale. L'église a trois nefs et elle a été fortement restaurée en 1728. À l'occasion de ces travaux, les traces de l'ancienne église romane ont été détruites à l'exception du clocher qui conserve encore une maçonnerie caractéristique du XIe – XIIe siècle. Au maître-autel, une « Vierge à l'Enfant » d'un peintre florentin inconnu du XVIe siècle et au premier autel à droite, une fresque détachée de Cenni di Francesco du XIVe siècle.
- La Pieve di San Pancrazio  (7,5 km du centre) est un exemple intéressant de l’architecture romane d'inspiration lombarde, selon la structure à trois nefs divisée par des piliers et conclue par deux absides ; à l'intérieur, un crucifix en bois du XVIIe siècle, une Crucifixion de Santi di Tito, une Madonna del Latte attribuée à Cenni di Francesco, accompagnée d'une Nativité XVIe siècle dans un retable de l'école de Santi di Tito.
- L'église paroissiale de Santo Stefano a Campoli (8 km du centre) existait déjà au Xe siècle. Elle a gardé ses formes romanes à l'extérieur (clocher, abside, façade couronnée de petits arcs), tandis que le portique a été ajouté au XVIIe siècle. L'intérieur, à trois nefs reposant sur des piliers quadrangulaires, présente des arcades blanchies à la chaux recouvertes de stucs du XVIIIe siècle. La loggia extérieure et les restaurations datent également de cette période, également attestée par une inscription datée 1760, apposée sur la façade intérieure. On retrouve aussi une peinture du XVIe siècle avec la Vierge à l'Enfant avec des saints, attribuée à Franciabigio, un crucifix du XVIe siècle sur le maître autel et un retable du XVe siècle avec la Vierge à l'enfant et San Giovannino.

### Architecture militaire

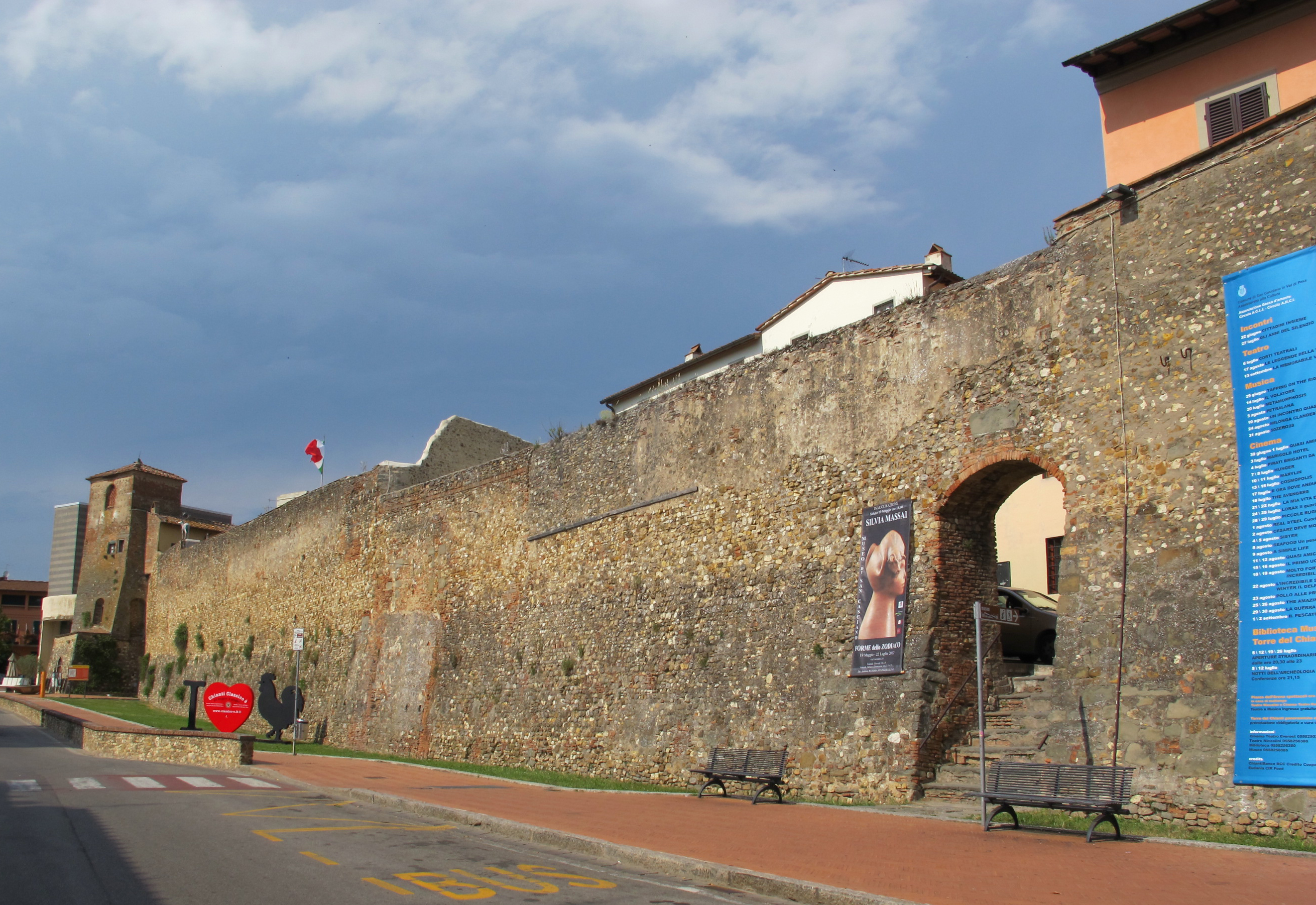
Les murailles de San Casciano.

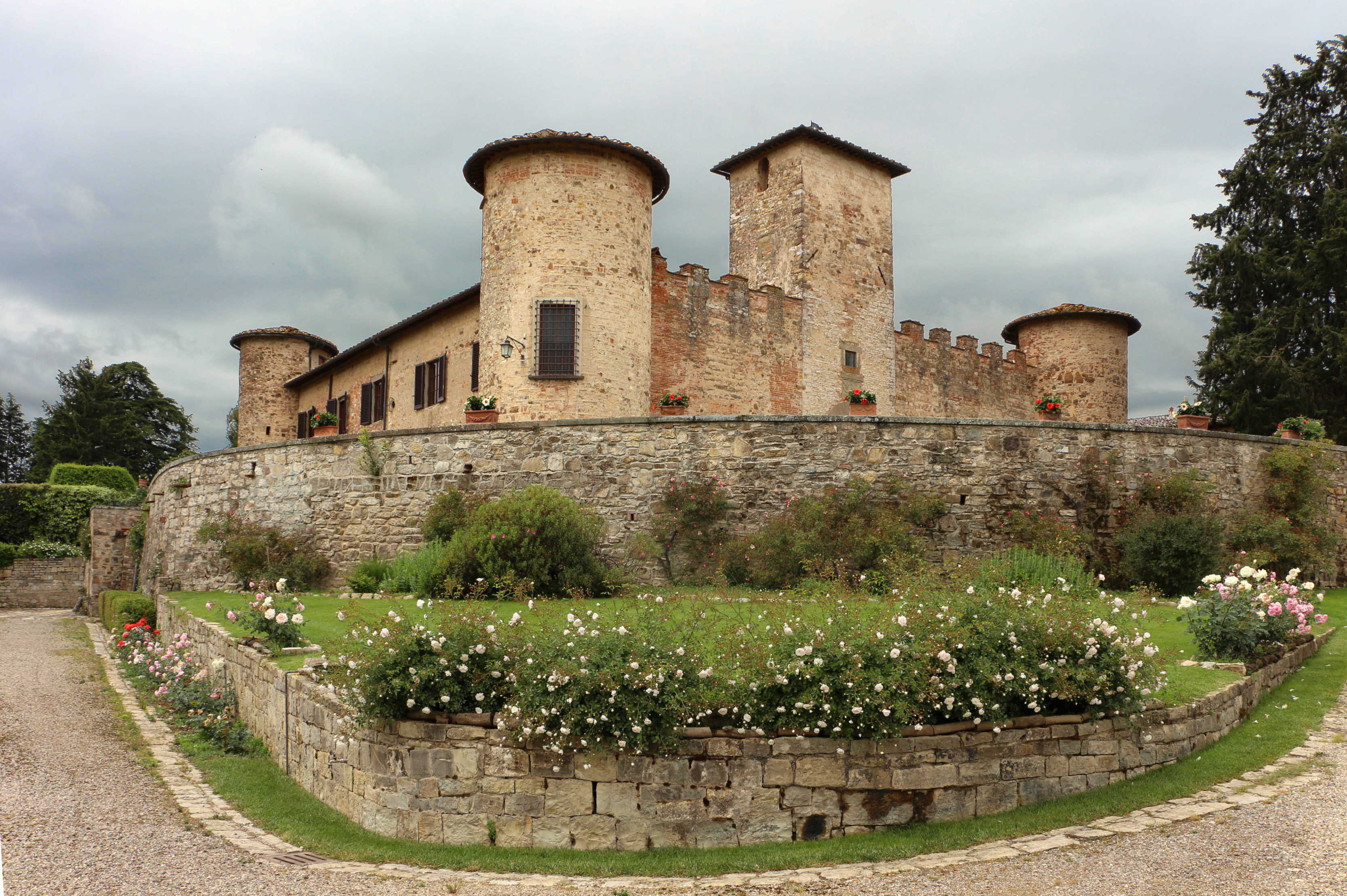
Le château de Gabbiano.

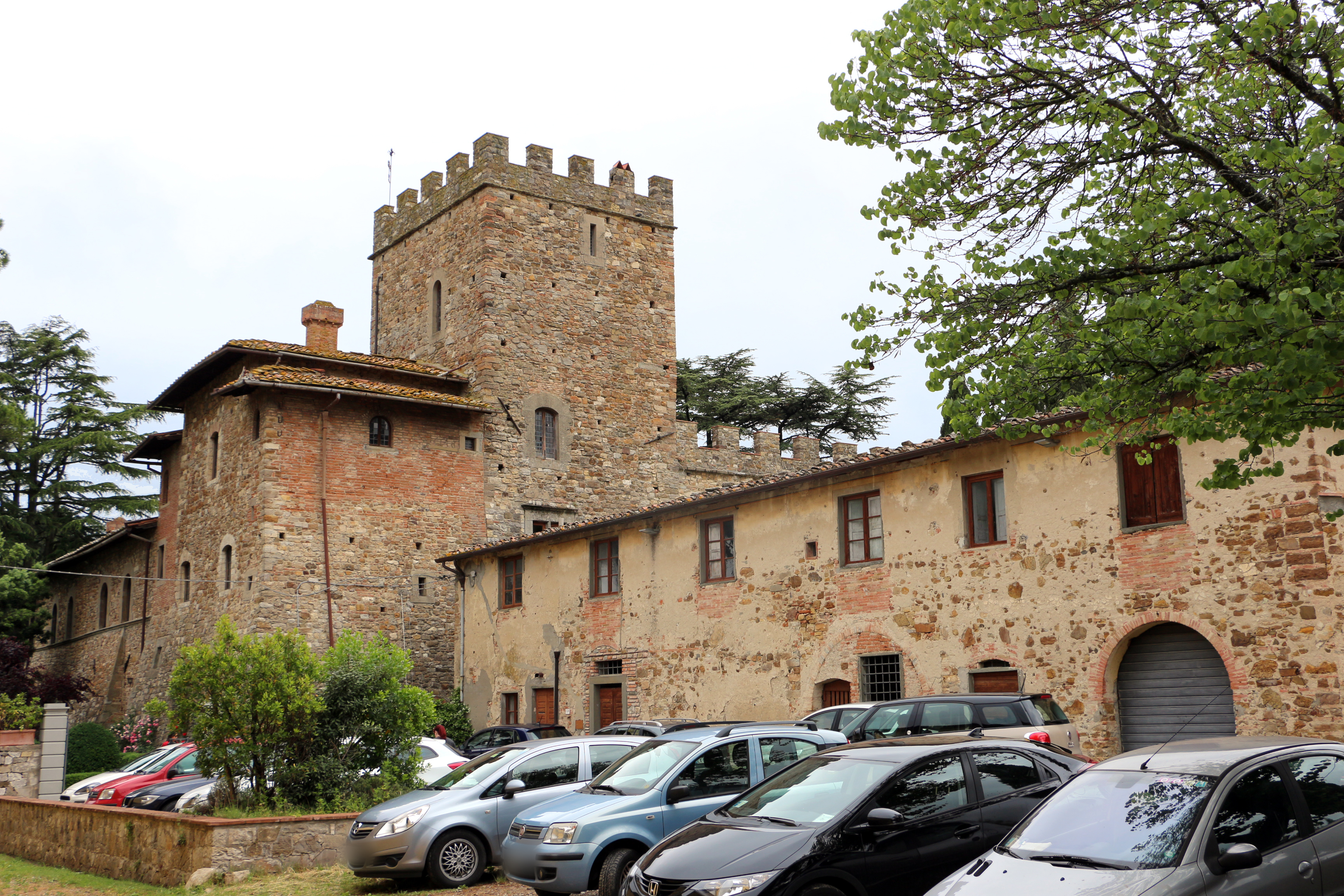
Le château du Palagio.

- Les murailles de San Casciano in Val di Pesa (XIVe siècle)
- Le Château de Bibbione : Construit avant l'an 1000, ce château appartenait à la famille Buondelmonti qui le restaura au XIe siècle. Au XVIe siècle, il passa à la famille Machiavel qui le garda comme manoir de chasse jusqu'en 1727. Le château possède de magnifiques cours et salles. De l'extérieur, sa forme est impressionnante, quelque chose entre une forteresse et un manoir du XVIe siècle.
- Le Château de Fabbrica (XIe et XVIIe siècles). C'est aujourd'hui une entreprise agricole.
- Le Château de Gabbiano. Selon des sources du XIe siècle, il fut construit à l'origine autour d'une tour carrée qui servait de rempart sur la route de Greve in Chianti, l'une des routes les plus importantes entre Florence et Sienne. Il fut agrandi au XIIIe siècle par la famille Bardi de Florence. Les tours arrondies, révélant une influence française, furent ajoutées en 1505.
- Le Château de Montefiridolfi, propriété également de la famille Buondelmonti. Aujourd'hui en grande partie reconstruit, mais les structures et architectures d'origine sont toujours visibles.
- Le Château du Palagio (XIIIIe siècle). Cette forteresse a été marquée, au fil des siècles, par une série d'incursions auxquelles elle a toujours résisté.
- Le Château de Pergolato. Construit par la famille Buondelmonti, il servait à l'origine de rempart pour la défense des domaines féodaux de la famille, puis servait de pavillon de chasse. Il possède d'immenses salles décorées et d'élégantes arcades. Il est construit sur les falaises abruptes qui se dressent sur la rive gauche de la rivière Pesa.

### Architecture civile
- Le château de Corno, une demeure seigneuriale du XVe siècle
- Le Château du Palagio
- La Villa Le Corti
- La Villa Antinori del Cigliano
- La Villa Mangiacane

### Musée
- Le Musée Giuliano Ghelli
- La Maison Machiavel

### Site archéologique
- La Tombe de l'archer, tombe étrusque  datant du VIIe siècle av. J.-C. et découverte en 1978.

## Fêtes, foires
- La Sagra di Pignolo (pignon de pin), à Chiesanuova

## Administration
| Période | Période     | Identité             | Étiquette                                                        | Qualité |
| ------- | ----------- | -------------------- | ---------------------------------------------------------------- | ------- |
|         |             |                      |                                                                  |         |
| 1882    | 1886        | Luigi Barsanti       | Sinistra storica                                                 | Maire   |
| 1886    | 1890        | Adolfo Giunti        | Destra storica                                                   | Maire   |
| 1890    | 1892        | Antonio Sandrucci    | Destra storica                                                   | Maire   |
| 1892    | 1911        | Leone Strozzi        | Destra storica                                                   | Maire   |
| 1911    | 1920        | Lodovico Antinori    | Destra storica                                                   | Maire   |
| 1920    | 1921        | Giulio Rapi          | Partito Popolare Italiano                                        | Maire   |
| 1921    | 1922        | Primo Calamandrei    | Partito Popolare Italiano                                        | Maire   |
| 1922    | 1924        | Ugo Businelli        | Partito nazionale fascista                                       | Maire   |
| 1924    | 1926        | Domenico Aloisi      | Partito nazionale fascista                                       | Maire   |
| 1926    | 1930        | Michele Polito       | Partito nazionale fascista                                       | Podestà |
| 1930    | 1933        | Lorenzo Bini Smaghi  | Partito nazionale fascista                                       | Podestà |
| 1933    | 1944        | Emanuele Corsini     | Partito nazionale fascista                                       | Podestà |
| 1944    | 1945        | Angelo Chiesa        | C.L.N.                                                           | Maire   |
| 1945    | 1955        | Aldo Giacometti      | Partito comunista italiano                                       | Maire   |
| 1955    | 1970        | Remo Ciapetti        | Partito comunista italiano                                       | Maire   |
| 1970    | 1980        | Vasco Agresti        | Partito comunista italiano                                       | Maire   |
| 1980    | 1985        | Giancarlo Viccaro    | Partito comunista italiano                                       | Maire   |
| 1985    | 1995        | Fabrizio Bandinelli  | Partito comunista italiano] - Partito Democratico della Sinistra | Maire   |
| 1995    | 2004        | Pietro Roselli       | Partito Democratico della Sinistra - Democratici di Sinistra     | Maire   |
| 2004    | 2009        | Ornella Signorini    | Democratici di Sinistra - Partito Democratico                    | Maire   |
| 2009    | 2019        | Massimiliano Pescini | Partito Democratico                                              | Maire   |
| 2019    | en exercice | Roberto Ciappi       | Partito Democratico                                              | Maire   |

### Hameaux
Bargino, Calcinaia, Campoli, Cerbaia, Chiesanuova, Cigliano, Faltignano, Mercatale, Montefiridolfi, La Romola, San Pancrazio, Spedaletto, Sant'Andrea in Percussina

### Communes limitrophes
Greve in Chianti, Impruneta, Montespertoli, Scandicci, Tavarnelle Val di Pesa

## Personnalités
- Domenico Giuliotti (1877-1956), écrivain et poète italien.